# Jakob Jacobaeus
Jakob Jacobaeus (-1738) fue un religioso y escritor de Dinamarca.

## Biografía
Jakob, nació en Copenhague, y era hijo del consejero de justicia Oliger Jacobaeus y hermano de Johan Jacobaeus (1698-1772), cura de la parroquia de Lidoe en Selande y escritor quien dejó las siguientes obras: <<Theses physicae>>, Copenhague, 1718, in-4º, <<Schedion de plantarum structura et vegetatione>>, Copenhague, 1727, in-8º, <<Theses miscellanea>>, Copenhague, 1730.
Jakob estudió en el colegio de Borch, y lo mismo que su hermano entró en la carrera eclesiástica y en 1710 fue nombrado cura de Faxoe y dejó varias obras escritas, y otro Jacobaeus, Matías Jacobaeus el Joven (1637-1688), profesor de historia y geografía de la universidad de Copenhague, y más tarde profesor de la lengua griega y de medicina dejando la obra escrita <<Observationes medicae>>, opusculo insertado en la <<Acta medica>> de Copenhague.

## Obras
- Disciplina de arte Christi mechanica, Copenhague, 1703, in-4º.
- De Schythae prae Barbaro praerrogativa, Copenhague, 1704, in-4º.
- De veterum grammaticorum censura, Copenhague, 1705,in-4º.